# Steve Pemberton
Steven James Pemberton (Blackburn, 1967. szeptember 1. –) angol színész, komikus, rendező és író. Leginkább a The League of Gentlemen tagjaként ismert Reece Shearsmith, Mark Gatiss és Jeremy Dyson mellett. Pemberton és Shearsmith később a Psychoville című fekete vígjátékot, valamint az Inside No. 9 című antológiasorozatot alkotta, írta és főszerepet játszottak benne.

## Élete
Steve Pemberton a lancashire-i Blackburnben született és nőtt fel, és a chorleyi Saint Michael's Church of England gimnáziumba járt. Később a Bretton Hall College-ban tanult drámát, ahol megismerte Mark Gatisst és Reece Shearsmithet, színész- és írótársait.

## Karrierje
Pemberton televíziós előadásai között szerepel a Whitechapel, a Ki vagy, doki?, a Benidorm, a Zöldellő fa alatt, a Hotel Babylon, a The Last Detective, a Randall és Hopkirk, a Blackpool és a Shameless brit változata. 2004-ben Dr. Bessnert alakította a Halál a Níluson című Poirot epizódban, majd Harry Secombet a Peter Sellers élete és halála című filmben. 2005-ben a Lassie című filmben is szerepelt.
Pemberton leginkább a The League of Gentlemen tagjaként ismert, Mark Gatiss, Reece Shearsmith és Jeremy Dyson mellett, akikkel a Bretton Hall College- ban ismerkedett meg. A The League of Gentlemen kezdetben színpadi fellépésként indult 1995-ben, majd 1997-ben átkerült a BBC Radio 4-ra rádióműsorként On the Town with The League of Gentlemen címmel, végül 1999-ben a BBC Two-ra érkezett sorozatként. Ez utóbbiért Pembertont és kollégáit egy British Academy Television díjjal, egy Royal Television Society díjjal és egy Golden Rose díjjal jutalmazták.
2007 és 2015 között Pemberton Mick Garveyt alakította a Benidormban. Pemberton 43 epizódban szerepelt.
2006-ban a Szabadítsátok ki Jimmyt! című norvég animációs film 2008-as angol nyelvű kiadásában Pemberton Mattis hangját szólaltatta meg. 2009 júniusában a Psychoville adásba kerülése Pemberton visszatérését jelentette a BBC Two-hoz. A sorozatot Pemberton közösen írta Reece Shearsmithtel. Hasonlóan a The League of Gentlemen-hez, mindketten számos karaktert alakítanak a sorozatban.
2010-ben Rufus Drumknottot alakította Terry Pratchett Going Postal című regényéből készült filmadaptációban. Douglas Panch igazgatóhelyettesként szerepelt a 2011-es The 25th Annual Putnam County Spelling Bee című musicalben. 2014-ben adaptációt írt E.F. Benson Mapp és Lucia című regényéből, amelyben ő és Mark Gatiss is szerepelt. 2014 óta számos karakterként szerepelt az Inside No. 9 című fekete komédia,antológiasorozatban, amelyet Shearsmith-tel közösen készített. 2024 tavaszán fog kijönni a kilencedik egyben utolsó évad.
2017-ben újra összejött a The League of Gentlemen három epizód erejéig, amelyeket 2017 decemberében közvetített a BBC Two. Önmagaként szerepelt a 2018-as To Trend on Twitter című kisfilmben a CLIC Sargent rákos jótékonysági szervezet megsegítéséért.
2019-ben Pemberton elnyert egy BAFTA-díjat a legjobb vígjáték férfi alakítás kategóriában.
2021 októberében jelölték a legjobb vígjátékszínész díjra a National Comedy Awards for Stand Up to Cancer-en az Inside No. 9 hatodik évadjában nyújtott szerepléséért.

## Filmográfia (válogatás)
- 1998: In the Red (TV-sorozat, 2 epizód)
- 1999–2002, 2017: Kretének klubja (TV-sorozat, 22 epizód)
- 2001: On-lány
- 2004: Peter Sellers élete és halála (The Life and Death of Peter Sellers)
- 2004: Agatha Christie: Poirot – Halál a Níluson (Death on the Nile, TV-film)
- 2005: Under the Greenwood Tree (TV-film)
- 2005: Galaxis útikalauz stopposoknak (The Hitchhiker’s Guide to the Galaxy)
- 2005: The League of Gentlemen’s Apocalypse
- 2005: Lassie
- 2005: Match Point
- 2007: Anyád lehetnék (I Could Never Be Your Woman)
- 2007: Mr. Bean nyaral (Mr. Bean’s Holiday)
- 2007–2015: Benidorm (TV-sorozat, 43 epizód)
- 2008: Agatha Christie: Marple (TV-sorozat, 1 epizód)
- 2008: Ki vagy, doki? (Doctor Who, TV-sorozat, 2 epizód)
- 2009–2011: Psychoville (TV-sorozat, 14 epizód)
- 2009–2013: Whitechapel (TV-sorozat, 18 epizód)
- 2010: Going Postal
- 2012: Mr. Stink (TV-film)
- 2014: Happy Valley (TV-sorozat, 6 epizód)
- 2014– : Inside No. 9 (TV-sorozat, 30 epizód)
- 2015: Lewis (TV-sorozat, 2 epizód)
- 2017: Kisvárosi gyilkosságok (Midsomer Murders; TV-sorozat, XIX/4. epizód Kegyetlen verseny)
- 2019: Britannia (TV-sorozat, 2 epizód)
- 2019 : Worzel Gummidge (TV-sorozat)
- 2020: Death in Paradise (TV-sorozat, 1 epizód)
- 2020: Megszállottak viadala (Killing Eve, TV-sorozat, 5 epizód)

## Fordítás
Ez a szócikk részben vagy egészben  a   Steve Pemberton című angol Wikipédia-szócikk ezen változatának fordításán alapul.  Az eredeti cikk szerkesztőit annak laptörténete sorolja fel. Ez a jelzés csupán a megfogalmazás eredetét és a szerzői jogokat jelzi, nem szolgál a cikkben szereplő információk forrásmegjelöléseként.